# Simone Simoni
Simone Pietro Simoni, (ur. w 1532 w Lukce lub w Vagli Sotto, zm. 3 kwietnia 1602 w Krakowie) – włoski filozof, pisarz i lekarz osobisty króla Stefana Batorego, początkowo działacz reformacyjny, później powrócił do katolicyzmu.

## Życiorys
Wykształcony w Lukce, został stamtąd wygnany z powodu sprzyjania reformacji i udał się do Gryzonii, a potem do Genewy, gdzie był wykładowcą filozofii i medycyny. Na skutek konfliktu z miejscową grupą włoskich protestantów, musiał opuścić Genewę i wyjechał do Paryża, gdzie został wykładowcą w Collège Royal. Wydalony z tej uczelni z powodu poglądów protestanckich, wyjechał do Heidelbergu, który też wkrótce musiał opuścić w rezultacie konfliktu z miejscowymi luteranami. Zamieszkał w Lipsku, gdzie był lekarzem nadwornym księcia elektora i profesorem filozofii, potem przeniósł się do Pragi, gdzie w 1581 publicznie wyrzekł się herezji i powrócił do katolicyzmu. Następnie wyjechał do Krakowa, gdzie został lekarzem nadwornym króla Stefana Batorego. Po śmierci tego władcy w 1586 Simoni zaczął ostry spór z innym lekarzem królewskim Niccolò Buccellą, zarzucając mu błędy w sztuce lekarskiej i uśmiercenie króla.
Simoni był autorem traktatów medycznych np. Synopsis (...) de tumoralium febrium natura (1570), Disputatio de putredine (1583), a w dziedzinie filozofii napisał liczne prace na temat filozofii arystotelesowskiej i argumentacji moralnej (np. De vera nobilitate, 1572), które pokazują sceptycyzm Simoniego wobec wszystkich wyznań chrześcijańskich oraz poglądy bliskie naturalizmowi Awerroesa.